# Gubbi
Gubbi é uma panchayat (vila) no distrito de Tumkur, no estado indiano de Karnataka.

## Geografia
Gubbi está localizada a 13° 19′ N, 76° 56′ L. Tem uma altitude média de 767 metros (2516 pés).

## Demografia
Segundo o censo de 2001, Gubbi tinha uma população de 16 802 habitantes. Os indivíduos do sexo masculino constituem 51% da população e os do sexo feminino 49%. Gubbi tem uma taxa de literacia de 76%, superior à média nacional de 59,5%: a literacia no sexo masculino é de 80% e no sexo feminino é de 71%. Em Gubbi, 11% da população está abaixo dos 6 anos de idade.